# Gerald Igor Hauzenberger

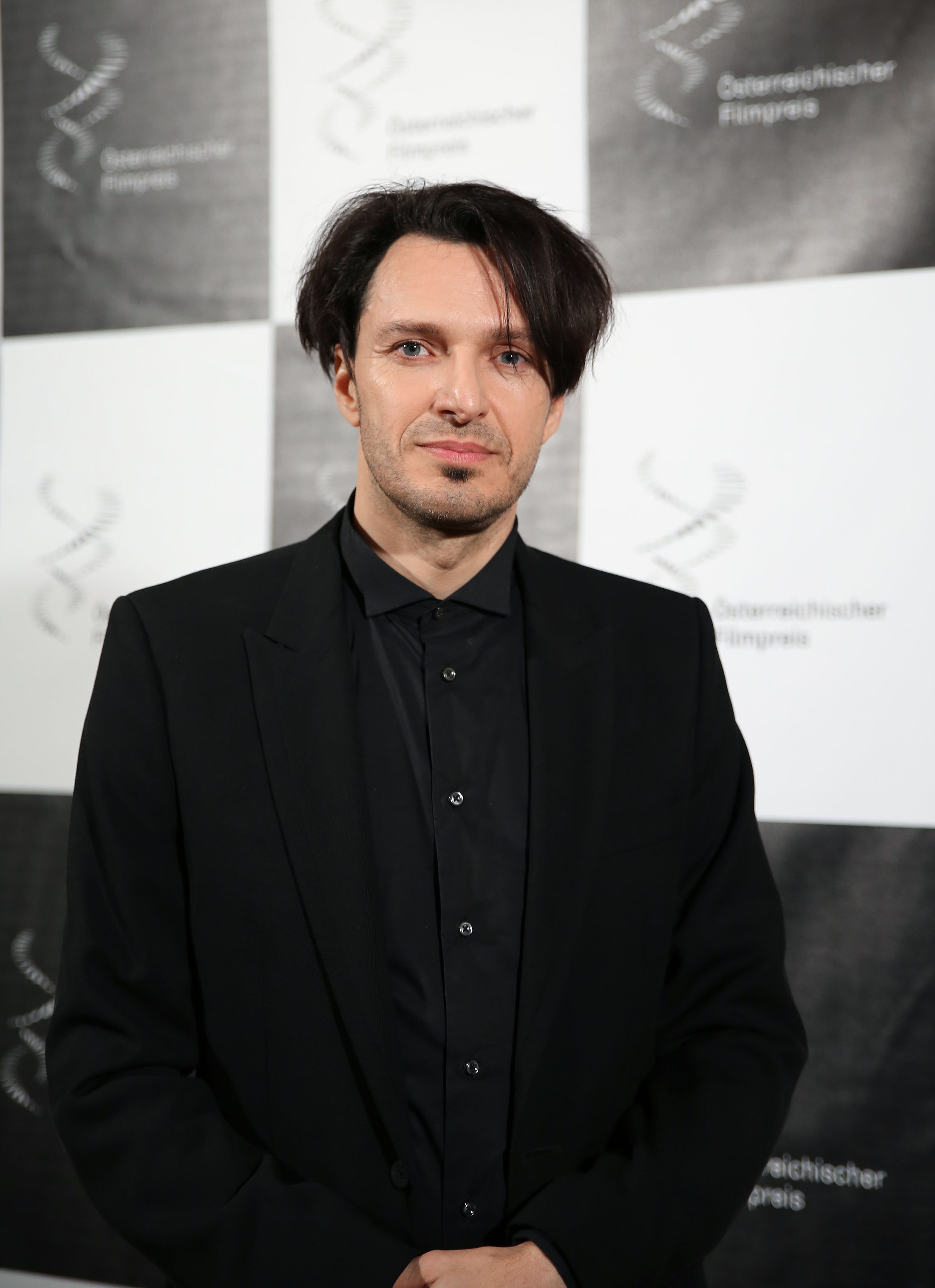
Gerald Igor Hauzenberger (Österreichischer Filmpreis 2013)

Gerald Igor Hauzenberger (* 1968 in Alkoven (Oberösterreich)) ist ein österreichischer Filmregisseur.

## Biografie
Hauzenberger absolvierte das Studium der Film- und Theaterwissenschaft in Berlin und Wien, den Lehrgang für Film- und Geisteswissenschaft, sowie die Graphische Bundes-Lehr- und Versuchsanstalt in Wien.
Seit 1996 ist er als Regisseur, Kameramann, Projektkurator und Produzent tätig. Er unterrichtete 2006/2007 an der Universität für Angewandte Kunst in Wien und der Fachhochschule in St. Pölten.
Für den Dokumentarfilm Einst süße Heimat – Begegnungen in Transsylvanien wurde er mehrfach ausgezeichnet, unter anderem mit dem FIPRESCI-Award (The International Federation of Film Critics) beim größten rumänischen Filmfestival TIFF, dem Hauptpreis beim russischen Filmfestival in Saratow und dem Erasmus Euromedia Sponsorship Award.
Der Prozess, ein Dokumentarfilm der am konkreten Beispiel des Wiener Neustädter Tierschützerprozesses Demokratie, zivilen Ungehorsam und präventive Sicherheitspolitik thematisiert, wurde im November 2011 bei der Viennale mit  dem Wiener Filmpreis sowie dem More Value Award  und beim Österreichischen Filmpreis 2013 als besten Dokumentarfilm ausgezeichnet.
In seinem 2015 veröffentlichten Dokumentarfilm Last Shelter beschäftigt sich Hauzenberger mit dem Thema Migration bzw. Flucht. Für die Dokumentation begleitete er ab 2012 jene Flüchtlinge, die aus Protest die Votivkirche in Wien besetzten.

## Filmografie (Auswahl)
- 1995: Einklang (Experimentalfilm)
- 1996: 24 Dialogs
- 1998: Serial on
- 1999: Eclipsa – N'am ce face
- 2002: East Timor – In the Eye of the Beholder
- 2003: East Timor – The forgotten Resistance
- 2007: Einst süße Heimat – Begegnungen in Transsylvanien (Beyond the forest, dokumentarischer Portraitfilm)
- 2011: Der Prozess
- 2015: Last Shelter
- 2016: Hypotopia
- 2025: On the Border (Co-Regie: Gabriela Schild)